# Казвін (остан)
Казві́н (перс. قزوین — Qazvin; азерб. Qəzvin) — провінція (остан) в Ірані. Розташована на північному заході країни. Столиця — Казвін. Провінція утворена у 1996 році шляхом відділення від провінції Зенджан. Населення становить 1,3 млн осіб, більша частина азербайджанці, а також тати та перси.